# Béla Kárpáti
Pour les articles homonymes, voir Kárpáti.
Béla Kárpáti (né le 30 septembre 1929 à Felsőgalla en Hongrie et mort le 31 décembre 2003 à Budapest) est un ancien joueur et entraîneur de football hongrois.